# Видео-арт
Видео-а́рт (устаревший вариант написания: видеоа́рт) — направление в медиаискусстве, использующее для выражения художественной концепции возможности видеотехники.

## Отличительные черты
Видео-арт (в отличие от, например, музыкальных клипов, трейлеров, телевизионной рекламы или заставок на развлекательных телеканалах) не является только коммерческим продуктом, наоборот, он обычно ориентирован на показ в пространстве искусства (в музеях, галереях, на фестивалях и так далее) и зачастую рассчитан на подготовленного зрителя. Такие особенности массовой видеокультуры, как шокирующий видеоряд, экстремальный монтаж, концептуальный сюжет и спецэффекты не являются приоритетными для видео-арта и могут служить, наряду с другими средствами, лишь способом достижения художественной цели.

## История возникновения
Взлёт коммерческого кинематографа и телевидения в Америке, в совокупности со стремлением художников исследовать пространство за пределами традиционных границ живописи и скульптуры, возродил жанр, дремавший в забвении со времён Дюшана, Ман Рэя, Ханса Рихтера и Фернана Леже. Художники, убеждённые в необходимости дематериализовать искусство, обратились к движущемуся чёрно-белому изображению, как к пародии на кинематографический опыт мейнстрима.
Выставка «Documenta-5» (1972), ставшая во многом поворотной для современного искусства, на тот момент одной из первых включила в свою экспозицию раздел, посвящённый кинофильмам на 16-миллиметровой плёнке и видео. В нём демонстрировались, в частности, такие работы, как «Руки ловят свинец (пулю)» и «Руки связаны» (Ричарда Серры), «Отдалённый контроль» (Вито Аккончи), «Войлочное ТВ» (Йозефа Бойса), «Один шаг» (Стенли Брауна), «Муха» (Йоко Оно).
Основная стратегия создателей большинства арт-фильмов того времени состояла в том, чтобы заставить фильм или видео обратить взгляд на себя, внедрить в движущееся изображение саморефлексию, самоотображение. Считалось, что только таким образом можно оценить мощь самого прозрачного из всех средств выражения. Например, канадский художник Майкл Сноу в работе «De La» разместил камеру на конструкции с вращающейся ручкой. Камера могла снимать без перерыва, меняя угол съёмки и скорость движения. Картина транслировалась на четыре монитора, расставленные вокруг конструкции. Вся инсталляция размещалась в комнате, по которой мог перемещаться зритель.
В 1973—1974 годы в продаже стали появляться ручные, доступные по цене видеокамеры. Это способствовало значительному развитию видео-арта. Впечатляющее число художников принялось снимать короткие видеофильмы, в которых высмеивались и пародировались приёмы коммерческого телевидения и доминантной культуры в целом. В шестиминутном видео Ричарда Серра «Телевидение поставляет людей» (1973) на экране появлялись вербальные сообщения, несущие парадоксальный социальный посыл:
«Проект телевидения — это аудитория», «Телевидение поставляет людей рекламодателю», «Средства массовой коммуникации означают, что средство способно поставить массы людей» и тому подобные. Другие художники выбирали более игровые и выразительные формы. Четверо художников и архитекторов — Чип Лорд, Хадсон Маркес, Дуг Майклс и Кёртис Шреер, объединившиеся в группу «Муравьиная ферма» — затеяли публичные хэппенинги по поводу коммерческого телевидения. Например, в перформансе «Медиа-бум» (1972) художники сложили штабель из телевизоров, в который врезался «Кадиллак» с установленной на нём видеокамерой.